# Región de Darmstadt
La Región de Darmstadt (en alemán: Regierungsbezirk Darmstadt) es una de las tres Regierungsbezirke (regiones) del estado federado de Hesse (Alemania). La región ocupa una porción al sur del estado federado formando lo que se denomina la Planungsregion Südhessen. Más de la mitad de la población del estado de Hesse habita en esta región.

## Composición de la Región

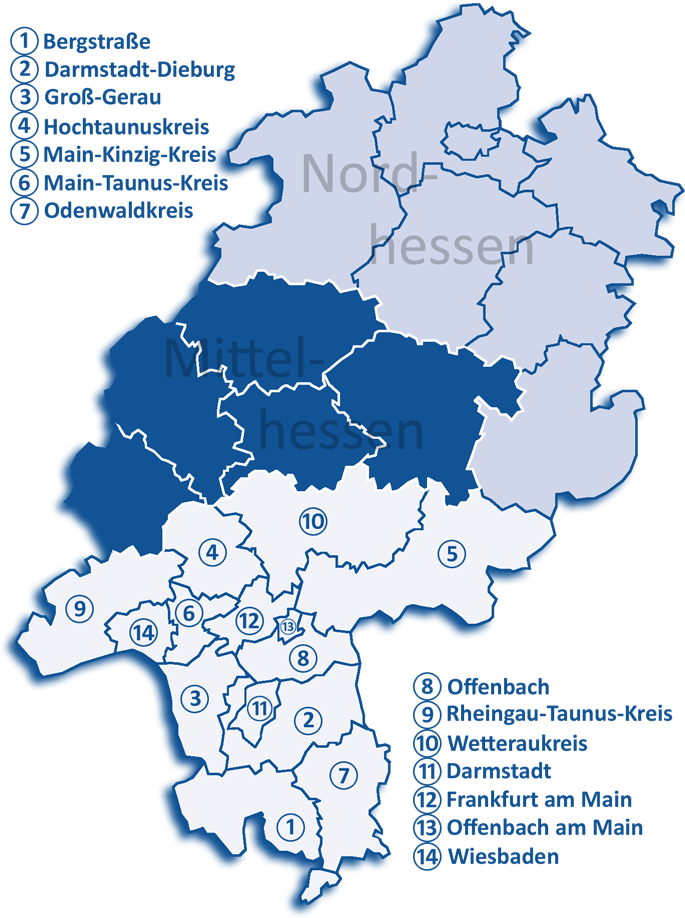
Mapa de a región de Darmstadt.

### Distritos
1. Bergstraße
2. Darmstadt-Dieburg
3. Groß-Gerau
4. Alto Taunus
5. Meno-Kinzig
6. Meno-Taunus
7. Odenwald
8. Offenbach
9. Rheingau-Taunus
10. Wetterau

### Ciudades independientes
1. Darmstadt
2. Fráncfort del Meno
3. Offenbach am Main
4. Wiesbaden